# Íbis-preto
O íbis-preto (Plegadis falcinellus) é uma ave pelecaniforme da família Threskiornithidae.
É a espécie de íbis mais comum nidificando na Europa, Ásia, África, Austrália, e no oceano Atlântico nas Caraíbas e zonas costeiras da América.
Pensa-se que esta espécie tenha vindo do velho mundo e se tenha espalhado pelos restantes territórios. É uma espécie migradora: as aves da Europa migram para África no inverno e as aves das zonas costeiras da América migram para a Carolina do Norte.
Fazem o ninho nas árvores formando colónias, frequentemente junto com outras aves da família das Ardeidae.
Alimentam-se nas zonas pantanosas e ribeirinhas e caçam peixes, rãs e outros animais aquáticos e ocasionalmente insectos.
Esta ave mede 55–65 cm de altura e têm uma envergadura de asas de 88–105 cm. Caracteriza-se pelas patas longas e pelo seu bico longo e curvo. Os adultos têm corpos castanho-avermelhados e asas verde-preto iridiscente, sempre muito escuro, dando a ideia de uma ave negra. Os juvenis apresentam coloração geral acastanhada escura.
Até à década de 1990 esta espécie era muito rara em Portugal, contudo nos anos mais recentes houve um aumento substancial da população que nidifica no sul de Espanha (especialmente em Doñana), o que levou a que a íbis-preta se tenha tornado uma espécie mais frequente em Portugal. Em 2005 houve mesmo dois casos de nidificação.

## Galeria de fotos

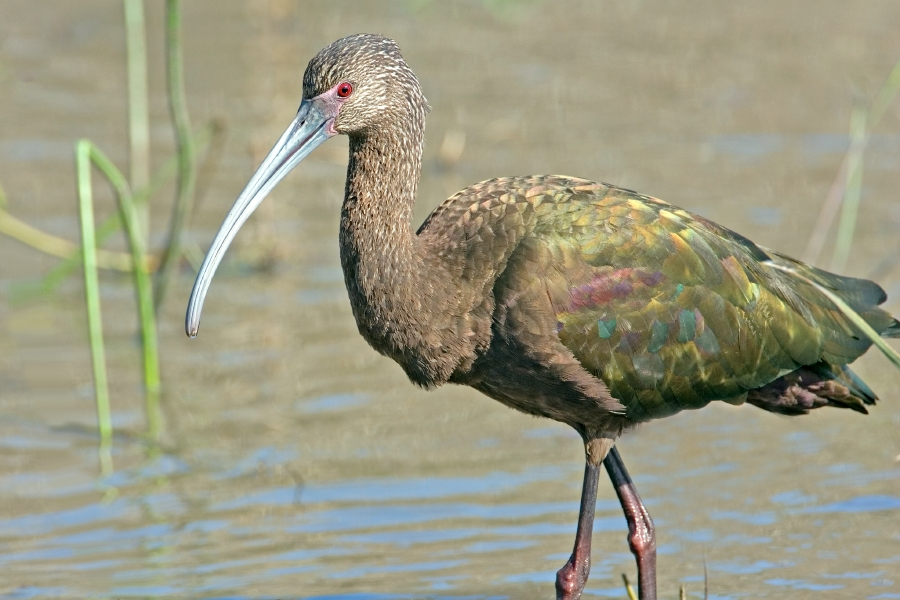
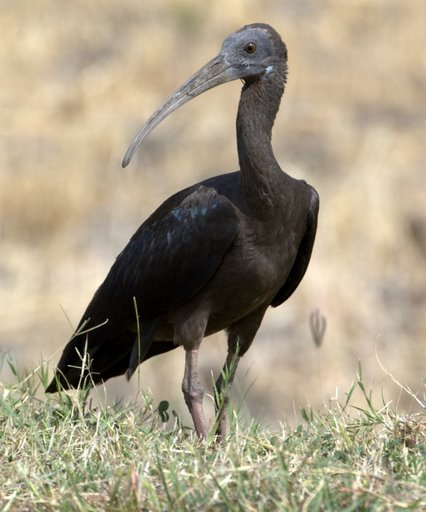
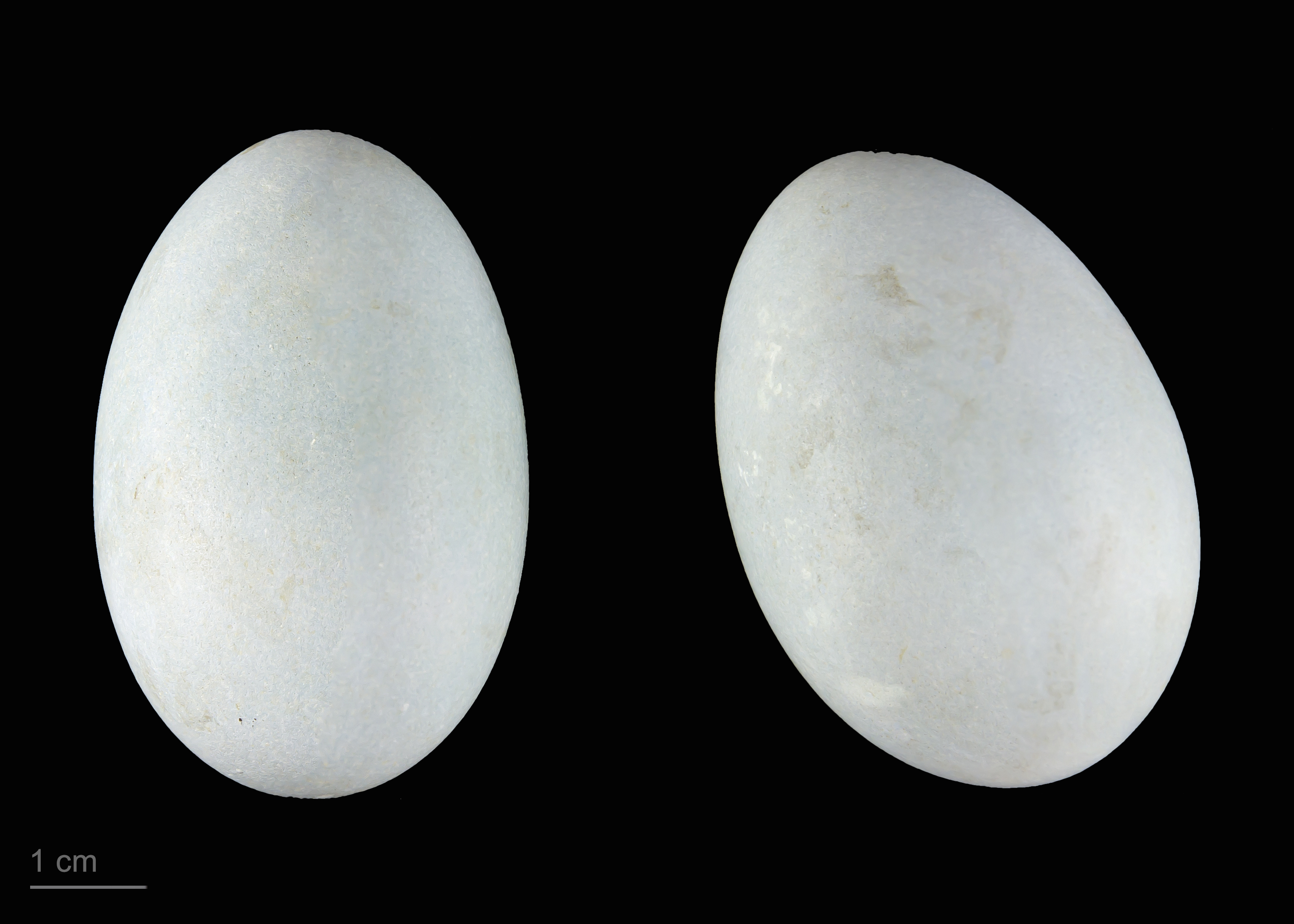
Plegadis falcinellus - MHNT